# فرانكوليس (إيطاليا)
فرانكوليس (بالإيطالية: Francolise) (محليًا La Torrë ) هي بلدية في مقاطعة كاسيرتا في منطقة كامبانيا الإيطالية، وتقع على بعد حوالي 40 كيلومتر (25 ميل) شمال غرب نابولي وحوالي 25 كيلومتر (16 ميل) شمال غرب كاسيرتا.